# Dan Greaney
Dan Greaney is een Amerikaans scenarioschrijver. Hij heeft geschreven voor The Simpsons. Hij werkte vier seizoen aan deze serie, vanaf seizoen zeven tot seizoen 11. Na een enigszins mislukte poging om bekender te worden via pilots, kwam hij weer terug bij The Simpsons in seizoen dertien.

## Geschreven voor

### The Simpsons
- "King-Size Homer"
- "Summer of 4 Ft. 2"
- "Treehouse of Horror VII"
- "My Sister, My Sitter"
- "The Simpsons Spin-Off Showcase"
- "Realty Bites"
- "This Little Wiggy"
- "I'm With Cupid"
- "Thirty Minutes Over Tokyo"
- "Bart to the Future"
- "'Scuse Me While I Miss the Sky"
- "I, D'oh-Bot"
- "Bonfire of the Manatees"

### Pilots
- "The Michael Richards Show"
- "Elephants"
- "Retro Man"
- "Average Family"